# Vorbeugender Rechtsschutz
Vorbeugender Rechtsschutz ist ein Begriff aus dem deutschen Prozessrecht.

## Verwaltungsprozessrecht
Der vorbeugende Rechtsschutz ist im Verwaltungsprozessrecht gegen ein zukünftiges Verwaltungshandeln gerichtet, der einstweilige oder vorläufige Rechtsschutz sichert dagegen eine Rechtsposition bis zur endgültigen Entscheidung in der Hauptsache.
Mit dem vorbeugenden Rechtsschutz soll der Eintritt eines nicht wiedergutzumachenden Schadens verhindert werden, wenn der nachgängige Rechtsschutz – einschließlich des einstweiligen Rechtsschutzes – mit unzumutbaren Nachteilen verbunden wäre. Der vorbeugende Rechtsschutz setzt mit Blick auf das verfassungsrechtliche Gebot effektiven Rechtsschutzes dieses besondere, qualifizierte Rechtsschutzbedürfnis voraus.
Statthafte Klageart ist je nach Rechtsschutzziel die vorbeugende Unterlassungsklage oder auch eine vorbeugende Feststellungsklage. Diese kann sich gem. Art. 19 Abs. 4 GG sowohl gegen drohende Verwaltungsakte als auch gegen künftige Realakte richten.

## Zivilprozessrecht
Auch im Zivilrecht bestehen Unterlassungsansprüche zum Schutz besonders gefährdeter Rechtspositionen, die nur vor Eintritt einer Beeinträchtigung effektiv geschützt werden können. Prominentes Beispiel ist der Schutz des allgemeinen Persönlichkeitsrechts im Medienrecht.